# 트리거 (디즈니+ 드라마)
《트리거》(영어: Unmasked)는 디즈니+에서 2025년 1월 15일부터 공개된 대한민국의 오피스 코미디, 액션 스릴러 드라마이다.

## 제작진

### 연출
- 유선동

### 각본
- 김기량

## 등장 인물

### 주요 인물
- 김혜수 : 오소룡 역
- 정성일 : 한도 역
- 주종혁 : 강기호 역

### 탐사보도 트리거

#### PD
- 허동원 : 이상목 역
- 최복순 : 서정석 역
- 전진오 : 윤병근 역
- 최동구 : 최제일 역

#### 작가
- 장혜진 : 홍나희 역
- 김소라 : 하모니카 역
- 임성미 : 김지윤 역
- 박서연 : 백송이 역

#### 기타
- 이해영 : 박대용 역
- 주진모 : 배달하 역

### KNS
- 신정근 : 구형태 역
- 박수영 : 손희원 역
- 허준석 : 황진우 역
- 오대환 : 장학의 역
- 윤은지 : 손예림 역

### 그 외 인물
- 성지루 : 유 형사 역
- 안석환 : 차성욱의 아버지 역
- 한지석 : 차성욱 역
- 이강욱 : 유은철 역
- 박지홍 : 하 감독 역
- 김금순 : 한도의 어머니 역
- 정승길 : 한도의 아버지 역
- 최정인 : 양 선생 역
- 미상 : 남 선생의 동료 역

### 에피소드별 인물

#### 1회
- 정아미 : 목사 사모 역
- 이승훈 : 목사 역
- 김현욱 : 바보 신도 역

#### 2회 ~ 3회
- 문우진 : 손준영(고어) 역
- 여무영 : 윤남기 역
- 이은주 : 준영의 어머니 역
- 조여준 : 조민근 역

#### 4회
- 신세휘 : 이유미 역
- 정유미 : 유미의 어머니 역
- 이상홍 : 이철규 역

#### 5회
- 송옥숙 : 허금란 역
- 백승철 : 노충대 역

#### 6회 ~ 7회
- 이태경 : 남가연 역
- 이해우 : 최호성 역
- 정해균 : 최건 역

#### 8회
- 아키바 리에 : 사토 하루 역
- 이지훈 : 이정근 역

#### 11 ~ 12회
- 유용 : 위정우 역
- 손강국 : 김용균 역

### 특별출연
- 추자현 : 조해원 역
- 최대훈 : 조진만 역
- 이대연 : 마성춘 역
- 이수미 : 연미진 역
- 남경읍 : 조태수 역
- 김대곤 : 한정 역
- 박명신 : 무당 역

## 참고 사항
- 유선동 감독과 정성일은 배드 앤 크레이지 이후 재회한다.